# Sokol Balla
Sokol Balla (Tirana, 7 maggio 1973) è un giornalista, conduttore televisivo e scrittore albanese.
È noto soprattutto per la conduzione del talk show politico Real Story. Nel corso della sua carriera ha collaborato con numerose reti televisive albanesi, conducendo o contribuendo a programmi di attualità come Fahrenheit, Top Story e Exclusive.

## Biografia
Nato a Tirana nel 1973, Balla ha inizialmente intrapreso gli studi in filosofia presso l’Università di Tirana, per poi orientarsi verso il giornalismo, conseguendo la laurea in tale disciplina. Ha cominciato a lavorare nel 1992 nella redazione esteri della televisione pubblica albanese RTSH.

## Carriera
Balla ha ricoperto ruoli rilevanti in diverse testate giornalistiche e media albanesi. Ha scritto per giornali come Gazeta Shqiptare e Koha Jonë, ed è stato dirigente e redattore in emittenti televisive nazionali quali Vizion Plus, Top Channel, Report TV, News 24 Albania e ABC News Albania.

## Opere pubblicate
Ha pubblicato diversi libri incentrati principalmente su tematiche politiche e sociali dell’Albania:
- Antishqiptari – Diario irregolare dei mesi caldi inverno 2003 - inverno 2004 (2005)[4]
- 33 (2013)
- La libertà di parola, una sfida europea – Sulla libertà di espressione nel contesto dell'integrazione europea (2011)[5]
- Il gioco che cambiò l’Albania (2016)[6]
- Koli i Bardhës va in Africa (2024), opera semi-autobiografica edita da UET Press.[7]

## Riconoscimenti
Nel corso della sua carriera ha ricevuto vari premi e riconoscimenti, tra cui:
- Leadership dell’anno (2017)
- Onorificenza di Mjeshtër i Madh ("Gran Maestro") conferita dal presidente Bajram Begaj nel 2023[8]
- Premio alla carriera assegnato dal quotidiano Koha Jonë nel 2023[9]